# Kim Tiểu Long
Kim Tiểu Long (sinh ngày 1 tháng 5 năm 1974 tại Vĩnh Long) tên thật Trương Hoàng Kép là một nam nghệ sĩ cải lương người Việt Nam. Hiện tại, Kim Tiểu Long đang sinh sống và làm việc tại tiểu bang California, Hoa Kỳ.

## Tiểu sử
Kim Tiểu Long sinh ra trong một gia đình có 7 anh chị em (anh là áp út). Cha mẹ của anh đều là nông dân nhưng cha anh lại đặc biệt là người đam mê đờn ca tài tử. Suốt thời gian khi còn trẻ, những khi nông nhàn, ông thường xách đờn đi rong ruổi khắp nơi để thỏa mãn đam mê của mình.
Chỉ một mình vất vả chăm sóc các con nên Mẹ của Kim Tiểu Long rất buồn. Nhiều khi giận chồng nên đến đứa con thứ năm, không đợi được ông về, bà đã đặt tên con gái là Đào. Còn khi anh ra đời được đặt tên luôn là Kép – Trương Hoàng Kép. Rồi đến cô em gái út của Kép, bà lại đặt là Đào Em.
Khi Kép đến tuổi đi học, người cha thôi không đi nữa, ban ngày ra đồng, ban đêm ông ôm đờn hát cho các con nghe. Chính tiếng đờn của cha đã làm cho Kép say mê cải lương khiến không một tuồng tích nào trong radio mà cậu không thuộc. Thế nhưng ước mơ nghề nghiệp của Kép khi lớn lên không phải là làm kép hát mà làm thầy giáo. Đối với một cậu bé nông thôn ngày ngày phải lội ruộng hơn ba cây số mới đến trường thì thầy cô chính là hình ảnh cao đẹp nhất để vươn tới.

## Con đường sự nghiệp
Một bước ngoặt tình cờ làm thay đổi cả cuộc đời của chàng trai trẻ mới lớn Trương Hoàng Kép, ấy là khi anh theo cha ra miền Trung thăm người anh ruột đang là diễn viên (Châu Tuấn) của đoàn cải lương La Ngà. Đoàn ít khi về thành phố, thường đi diễn ở các vùng nông thôn xa xôi nhưng có khá đông khán giả. Đêm nào cậu em cũng nép sau cánh gà xem anh mình diễn.
Một hôm, đột nhiên Kép bị "bắt" bên sân khấu làm quân sĩ. Chỉ chạy qua chạy lại thôi, vậy mà Kép run. Lúc đầu có cảm giác hơi sợ nhưng vài lần lại thấy vui vui, đêm nào không được kêu lên sân khấu lại thấy nhớ nhớ. Đến ngày về đi học, Kép xin cha ở lại với anh trai. Được anh trai chỉ dạy, Kép bắt đầu học ca, học diễn rồi một đêm, đoàn thiếu người đóng vai chú tiểu trong vở Lan và Điệp, Châu Tuấn mạnh dạn xin cho em đóng thử.
Với nghệ danh Châu Kiệt, Kép đã diễn vai đầu tiên một cách suôn sẻ. Hết đoàn La Ngà đến đoàn Tiếng hát Vương Linh, Châu Kiệt mới có điều kiện về thành phố Hồ Chí Minh, bắt đầu hội nhập vào đời sống sân khấu ở một thành phố lớn với nghệ danh mới: Tiểu Long.
Đi hát ở quán nghệ sĩ được một thời gian, Tiểu Long làm quen được thần tượng Kim Tử Long. Thương "thằng em" hiền ngoan, Kim Tử Long khuyên nên thêm chữ Kim lên trước Tiểu Long để sự nghiệp dễ... phát sáng. Dường như lời khuyên đó linh ứng nên chỉ sau một năm đi hát ở quán, tiếng tăm của Kim Tiểu Long được lọt vào mắt của các đạo diễn làm phim cải lương.
Một vóc dáng đẹp, một giọng ca hay và một phong thái rất nam tính, Kim Tiểu Long trở thành một gương mặt mới ăn khách, sô đặt hàng đắt không thua gì các tên tuổi đàn anh. Kim Tiểu Long từng là bạn diễn ăn ý của Thanh Ngân và Quế Trân. Ngoài ra, anh cũng từng hợp tác với các trung tâm hải ngoại lớn như Trung Tâm Thúy Nga, Trung Tâm Asia.
Không kể những nghệ sĩ cải lương đã thành danh như Vũ Linh, Thanh Thanh Tâm, Ngọc Huyền và Phương Hồng Thủy. Đến với các giải triển vọng Trần Hữu Trang thời kỳ đầu như một cách hợp thức hóa danh hiệu, thế hệ diễn viên trẻ kế tiếp sau đó không ai được như Kim Tiểu Long - trở thành "sao" trước khi chính thức đoạt giải. Và tuy là một ngôi sao trẻ, có một số lượng khán giả ái mộ khá đông đảo từ nam chí bắc song Kim Tiểu Long đã phải rất vất vả, trầy trật đến cuộc thi lần thứ hai mới giật được chiếc HCV Trần Hữu Trang. Chính anh cũng đồng tình với nhận xét của công luận, trong vai "Lục Vân Tiên" ở cuộc thi lần thứ hai, nhờ được chuẩn bị kỹ càng, anh đã thể hiện được hết khả năng, đoạt danh hiệu thủ khoa giải năm 2003.
Kim Tiểu Long đã phát "sáng" hơn rất nhiều từ sau khi đoạt thủ khoa. Nếu như khó khăn trước đây khi mới về TP là tìm chỗ hát thì nay, việc từ chối lời mời để không bị người ta phiền giận đối với anh mới là vấn đề nan giải. Sức lực con người có hạn vì vậy mà suốt gần một năm sau đó, Kim Tiểu Long phải tìm thầy chạy chữa khắp nơi chứng bệnh dãn dây thanh quản khiến anh gần như tắt tiếng. Giọng hát của anh chỉ mới bình phục khoảng một tháng trước Hội diễn Sân khấu Cải lương toàn quốc 2005 vừa qua. Vai diễn trong "Rồng phượng" chính là vai đầu tiên của anh sau hơn một năm tưởng như phải bỏ nghề hát.
Bên cạnh sự nghiệp ca hát thì Kim Tiểu Long cũng tham gia diễn xuất trong rất nhiều bộ phim như: Người hát rong, Hậu hoa hậu, Tiếng dương cầm trong mưa, Hướng nghiệp và Người trong gia đình.

## Cuộc sống gia đình
NSƯT Kim Tiểu Long kết hôn với NSND Thanh Ngân, chung sống khoảng 7 năm và có với nhau một con trai. Sau khi chia tay NSND Thanh Ngân, NSƯT Kim Tiểu Long sang Mỹ định cư và kết hôn lần 2.
Nói về cuộc sống hiện tại, Kim Tiểu Long chia sẻ: "Tôi vẫn đi hát ở Mỹ lo cho cuộc sống của mình, cho con cái. Khi nào có thời gian rảnh tôi vẫn bay về Việt Nam để tổ chức những show diễn của mình hay làm những tuồng cải lương để khán giả xem trên YouTube. Thỉnh thoảng đài truyền hình nào muốn hợp tác thì tôi hợp tác. Còn ở Mỹ, cuộc sống tôi vẫn trôi qua bình thường, tôi đi đến đâu cũng được mọi người thương. Làm nghệ sĩ mà được mọi người thương thì cuộc sống lúc nào cũng ổn cả".

## Một số CD/Album nổi bật
| CD/Album               | Tên bài hát                 | Ca sĩ/Diễn viên                                                   |
| CD Cải Lương           | Chuyện tình Hàn Mặc Tử      | Kim Tiểu Long, Thanh Ngân, Trọng Nghĩa, Thoại Mỹ, Diệp Lang...    |
| CD Cải Lương           | Vú sữa đầu mùa              | Vũ Luân, Thanh Ngân, Thoại Mỹ, Kim Tiểu Long, Bảo Quốc, Ngọc Giàu |
| CD Cải Lương           | Cánh nhạn cô đơn            | Vũ Luân, Thanh Ngân, Thoại Mỹ, Kim Tiểu Long,...                  |
| CD Cải Lương           | Hai tiếng tình yêu          | Kim Tiểu Long, Thoại Mỹ, Trương Hoàng Long...                     |
| CD Cải Lương           | Tình đầu                    | Kim Tiểu Long, Thanh Ngân,...                                     |
| CD Cải Lương           | Vầng trăng cổ nhạc          | Nhiều nghệ sĩ                                                     |
| CD Cải Lương           | Vu lan hiếu đạo             | Nhiều nghệ sĩ                                                     |
| Còn lại xót xa (Vol 1) | Còn lại xót xa              | Kim Tiểu Long                                                     |
| Còn lại xót xa (Vol 1) | Còn ai tốt hơn anh          | Kim Tiểu Long                                                     |
| Còn lại xót xa (Vol 1) | Tình dẫu nhạt phai          | Kim Tiểu Long                                                     |
| Còn lại xót xa (Vol 1) | Một lần thôi                | Kim Tiểu Long                                                     |
| Còn lại xót xa (Vol 1) | Thôi quên đi                | Kim Tiểu Long                                                     |
| Còn lại xót xa (Vol 1) | Miễn cưỡng không hạnh phúc  | Kim Tiểu Long                                                     |
| Còn lại xót xa (Vol 1) | Tình nồng phai dấu          | Kim Tiểu Long                                                     |
| Còn lại xót xa (Vol 1) | Gã si tình                  | Kim Tiểu Long                                                     |
| Còn lại xót xa (Vol 1) | Biết tìm em nơi đâu         | Kim Tiểu Long                                                     |
| Còn lại xót xa (Vol 1) | Tiền                        | Kim Tiểu Long                                                     |
| Còn lại xót xa (Vol 1) | Kỷ niệm vụt tan             | Kim Tiểu Long                                                     |
| Còn lại xót xa (Vol 1) | Cà phê chiều                | Kim Tiểu Long                                                     |
| Còn lại xót xa (Vol 1) | Đã không còn nữa            | Kim Tiểu Long                                                     |
| Còn lại xót xa (Vol 1) | Để chút lương tâm cho đời   | Kim Tiểu Long                                                     |
| Còn lại xót xa (Vol 1) | Con đò trăng đợi chờ        | Kim Tiểu Long                                                     |
| Kiếp này kiếp sau      | Ai giàu ba họ ai khó ba đời | Kim Tiểu Long                                                     |
| Kiếp này kiếp sau      | Ai vì ai                    | Kim Tiểu Long                                                     |
| Kiếp này kiếp sau      | Bí xanh                     | Kim Tiểu Long                                                     |
| Kiếp này kiếp sau      | Cha mẹ là quê hương         | Kim Tiểu Long                                                     |
| Kiếp này kiếp sau      | Cho vừa lòng em             | Kim Tiểu Long                                                     |
| Kiếp này kiếp sau      | Chuyện ba mùa mưa           | Kim Tiểu Long                                                     |
| Kiếp này kiếp sau      | Con đường mang tên em       | Kim Tiểu Long                                                     |
| Kiếp này kiếp sau      | Giọt lệ đài trang           | Kim Tiểu Long                                                     |
| Kiếp này kiếp sau      | Gọi đò                      | Kim Tiểu Long                                                     |
| Kiếp này kiếp sau      | Không bao giờ quên em       | Kim Tiểu Long                                                     |
| Kiếp này kiếp sau      | Kiếp này kiếp sau           | Kim Tiểu Long                                                     |
| Kiếp này kiếp sau      | Kiếp người                  | Kim Tiểu Long                                                     |
| Kiếp này kiếp sau      | Miễn cưỡng không hạnh phúc  | Kim Tiểu Long                                                     |
| Kiếp này kiếp sau      | Mùa đông xót xa             | Kim Tiểu Long                                                     |
| Kiếp này kiếp sau      | Nhớ người yêu               | Kim Tiểu Long                                                     |
| Kiếp này kiếp sau      | Nhớ nhau hoài               | Kim Tiểu Long                                                     |
| Kiếp này kiếp sau      | Sinh viên nghèo 2           | Kim Tiểu Long                                                     |
| Kiếp này kiếp sau      | Tây Thi Phạm Lãi            | Kim Tiểu Long                                                     |
| Kiếp này kiếp sau      | Thua một người dưng         | Kim Tiểu Long                                                     |
| Kiếp này kiếp sau      | Tình dẫu nhạt phai          | Kim Tiểu Long                                                     |
| Kiếp này kiếp sau      | Tình nồng phai dấu          | Kim Tiểu Long                                                     |
| Kiếp này kiếp sau      | Trách ai vô tình            | Kim Tiểu Long                                                     |
| Kiếp này kiếp sau      | Trộm nhìn nhau              | Kim Tiểu Long                                                     |
| Kiếp này kiếp sau      | Yêu nhạt nhòa               | Kim Tiểu Long                                                     |
| CD Trộm nhìn nhau      | Trộm nhìn nhau              | Kim Tiểu Long                                                     |
| CD Trộm nhìn nhau      | Nhớ nhau hoài               | Kim Tiểu Long                                                     |
| CD Trộm nhìn nhau      | Không bao giờ quên em       | Kim Tiểu Long                                                     |
| CD Trộm nhìn nhau      | Chuyện ba mùa mưa           | Kim Tiểu Long                                                     |
| CD Trộm nhìn nhau      | Con đường mang tên em       | Kim Tiểu Long                                                     |
| CD Trộm nhìn nhau      | Ai vì ai                    | Kim Tiểu Long                                                     |
| CD Trộm nhìn nhau      | Bí xanh                     | Kim Tiểu Long                                                     |
| CD Trộm nhìn nhau      | Thua một người dưng         | Kim Tiểu Long                                                     |

Ngoài ra, còn một số CD/Album khác như:
- Tủi phận (2015) - Kim Tiểu Long, Leon Vũ
- Dấu chân kỷ niệm (2015) - Kim Tiểu Long, Y Phụng
- Giọt lệ đài trang (CD Asia 239) - Kim Tiểu Long, Tuấn Vũ
- Tình đầu - Kim Tiểu Long, Thoại Mỹ
- Thua một người dưng - Kim Tiểu Long

## Trình diễn trên sân khấu hải ngoại

### Trung tâm Asia
| STT | Tiết mục                      | Thể hiện với | Chương trình | Năm  |
| --- | ----------------------------- | ------------ | ------------ | ---- |
| 1   | Đò Dọc (Trầm Tử Thiêng)       | Y Phụng      | ASIA 54      | 2007 |
| 2   | Giọt Lệ Đài Trang (Châu Kỳ)   | Tuấn Vũ      | ASIA 55      | 2007 |
| 3   | Cải lương: Tây Thi - Phạm Lãi | Băng Tâm     | ASIA 56      | 2007 |

### Trung tâm Thúy Nga

#### Chương trình Paris By Night
| STT | Tiết mục                                                             | Thể hiện với                      | Chương trình       | Năm  |
| --- | -------------------------------------------------------------------- | --------------------------------- | ------------------ | ---- |
| 1   | Cải lương: Duyên Kiếp (Hoàng Song Việt)                              | Phi Nhung, Thanh Hằng, Hương Thủy | Paris By Night 122 | 2017 |
| 2   | Tân cổ: Hương Tóc Mạ Non (Thanh Sơn, Hoàng Song Việt)                | Hương Thủy                        | Paris By Night 123 | 2017 |
| 3   | Cải lương: Tiếng Hạc Trong Trăng (Loan Thảo, Yên Ba, Đông Phương Tử) | Như Quỳnh, Hoài Tâm               | Paris By Night 125 | 2018 |

#### Chương trình Thúy Nga Music Box
| STT | Tiết mục                                                                                     | Thể hiện với                                 | Chương trình           | Năm  |
| --- | -------------------------------------------------------------------------------------------- | -------------------------------------------- | ---------------------- | ---- |
| 1   | Đạo Hiếu Sinh (Nguyễn Tâm)                                                                   | Ngọc Huyền, Hương Thủy                       | Thúy Nga Music Box #34 | 2021 |
| 2   | Trích đoạn: Hàn Mặc Tử (Viễn Châu)                                                           | Ngọc Huyền, Hương Thủy                       | Thúy Nga Music Box #34 | 2021 |
| 3   | LK Trách Ai Vô Tình (Nhật Ngân), Lý Son Sắc (Lời: Phố Thu), Lý Chiều Chiều (Lời: Ngọc Huyền) | Ngọc Huyền, Hương Thủy                       | Thúy Nga Music Box #34 | 2021 |
| 4   | Trích đoạn: Thanh Xà Bạch Xà (Ngọc Huyền & Nguyễn Tâm)                                       | Ngọc Huyền, Hương Thủy                       | Thúy Nga Music Box #34 | 2021 |
| 5   | Bà Mẹ Quê (Tân nhạc: Phạm Duy, Vọng cổ: Loan Thảo)                                           | Phượng Liên                                  | Thúy Nga Music Box #55 | 2024 |
| 6   | Tàu Đêm Năm Cũ (Tân nhạc: Trúc Phương, Vọng cổ: Viễn Châu)                                   | Hương Thủy                                   | Thúy Nga Music Box #55 | 2024 |
| 7   | Trả Lại Thời Gian (Tân nhạc: Thanh Sơn, Vọng cổ: Viễn Châu)                                  | Hương Thủy                                   | Thúy Nga Music Box #55 | 2024 |
| 8   | Một Thoáng Duyên Quê (Tân nhạc: Phố Thu, Vọng cổ: Viễn Châu)                                 | Hương Thủy                                   | Thúy Nga Music Box #55 | 2024 |
| 9   | Trích đoạn: Sầu Vương Ý Nhạc (Viễn Châu)                                                     | Hương Lan, Hương Thủy                        | Thúy Nga Music Box #55 | 2024 |
| 10  | Mùa Xuân Của Mẹ (Tân nhạc: Trịnh Lâm Ngân, Vọng cổ: Viễn Châu)                               | Hương Lan                                    | Thúy Nga Music Box #55 | 2024 |
| 11  | Tình Thắm Duyên Quê (Tân nhạc: Trúc Phương, Vọng cổ: Viễn Châu)                              | Phượng Liên, Hương Lan, Linh Tâm, Hương Thủy | Thúy Nga Music Box #55 | 2024 |

## Giải thưởng
- HCV giải triển vọng Trần Hữu Trang 2003.
- HCV Hội diễn Sân khấu Cải lương chuyên nghiệp toàn quốc 2004.
- Giải Mai Vàng báo Người Lao Động năm 2005.
- Kim Tiểu Long đã được nhà nước phong tặng danh hiệu Nghệ sĩ ưu tú.